# Pittington
Pittington – wieś i civil parish w Anglii, w hrabstwie Durham. Leży 7 km na północny wschód od miasta Durham i 377 km na północ od Londynu. W 2011 roku civil parish liczyła 1534 mieszkańców.